# ヴィリッヒ
ヴィリッヒ (Willich)は、ドイツ連邦共和国ノルトライン＝ヴェストファーレン州のフィールゼン郡にある都市。人口は約5万人である。

## 地勢・産業
ライン下流にある、オランダまで広がる緑豊かな田園地帯にある都市で、ライン川の約10キロほど西に位置する。周辺の都市としては、北にクレーフェルトが、また南西にはメンヒェングラートバッハが接している。州都デュッセルドルフからは、西に15キロほど離れている。
もともと農業を主体とした地域に形成された町だが、農業の重要性は低下してきている。工業面では、1908年にベッカー鉄鋼が設置され、特殊鋼を加工して兵器などを生産していた。この工場は世界恐慌後の1932年に閉鎖されたが、政権を握ったナチスにより、その後のドイツ再軍備のため利用されている。戦後はイギリス軍の駐屯地となり、工場の建物は兵舎として用いられた。
1970年代からは、アウトバーン44号線のインターそばに「ミュンヒハイデ産業団地」が建設されている。現在は規模が約140ヘクタールになっており、国内の企業だけでなく、日本を含むアジア各地の企業も進出している。なお、ミュンヒハイデ工業団地に進出した初の企業は、日本のFuji-Photex社である。また、ベッカー鉄鋼の跡地も、1992年にイギリス軍が撤収した後に「ベッカー産業団地」として開発されており、ベッカー鉄鋼時代の古い建物も活用されている。

## 歴史
現在のヴィリッヒ市は、1970年にヴィリッヒ、アンラート、シーフバーン、ニールセンの4町合併によって形成された。4町とも古い歴史を有し、ヴィリッヒの最初の教会は800年頃に建てられたと考えられている。文献では、アンラートの記録は1010年、ヴィリッヒは1245年、ニールセンは1262年、シーフバーンは1420年に遡る。
この地域はもともとケルン選帝侯領の一部であったが、フランス革命戦争の際にフランスに占領され、その後フランスに併合された。しかし、ワーテルローの戦いにおけるフランス敗北を受けて行われたウィーン会議で、プロイセン王国の一部とされた。第一次世界大戦末期のドイツ革命でプロイセン王国が解体された後は、プロイセン自由州となった。第二次世界大戦後はイギリスの占領地となり、1949年のドイツ連邦共和国の成立で設置されたノルトライン＝ヴェストファーレン州に含まれ、現在に至っている。

## 姉妹都市
以下の都市と姉妹都市協定を結んでいる。
- Linselles（フランス）
- Zogoré Department（ブルキナファソ）
- Smiltene（ラトビア）
- 丸亀市（日本）：交流の契機となったのは、ミュンヒハイデ工業団地に進出した日本企業関係者により、1982年にヴィリッヒにヴィリッヒ日本クラブがつくられたことである。丸亀高校出身者がデュッセルドルフ領事だった時期があった縁で、交流活動で丸亀市とのつながりが生まれた。2017年に、丸亀市の学校法人藤井学園とヴィリッヒ市の聖ベルンハルト・ギムナジウムが姉妹校提携を行った後、両市は2018年の「友好都市」宣言を経て、2023年に姉妹都市協定の締結に至った[2]。